# Campeonato de fútbol de San Martín (Países Bajos)
El Campeonato de fútbol de San Martín es la principal liga de fútbol en San Martín (Países Bajos).

## Historia
Se disputó desde 1975 y debido a las condiciones del territorio, todos los partidos se jugaban en el Raoul Illidge Sports Complex con capacidad para 3.000 espectadores.
El campeonato no se volvió a disputar desde la temporada 2002 debido al pésimo estado en que se encontraba el campo de juego del Raoul Illidge Sports Complex, Pese a esto, dos equipos de San Martín participaron en la División Excellence 2011/12 (torneo donde también participaron equipos de San Martín (Francia) y de San Bartolomé). hasta la temporada 2014/15, en la que salió campeón el Flames United SC.
Nunca un equipo de San Martín ha disputado la Liga de Campeones de la Concacaf, pero ha disputado el Campeonato de Clubes de la CFU. Flames United lo disputó en la temporada 2017.

## Equipos (2020-21)
| - C&D Connection - Reggae Lions - Soualiga - Hottspurs - Flames United | - SXM Crew - 758 Boyz - Belvedere FC - United Superstars - SCSA Eagles |

## Palmarés
| Año       | Campeón           |
| --------- | ----------------- |
| 1975-76   | P.S.V.            |
| 1977-2000 | Desconocido       |
| 2001      | Desconocido       |
| 2002      | Victory Boys      |
| 2003-04   | Desconocido       |
| 2005      | C&D Connection FC |
| 2005-06   | C&D Connection FC |
| 2006-07   | D&P Connection FC |
| 2008-2010 | Desconocido       |
| 2011-2014 | No disputado      |
| 2015      | Flames United SC  |
| 2016-17   | Reggae Lions      |
| 2017-18   | No disputado      |
| 2018-19   | C&D Connection FC |
| 2019-20   | No disputado      |
| 2020-21   | Flames United SC  |
| 2021-22   | SCSA Eagles       |
| 2022-23   | SCSA Eagles       |
| 2023-24   | SCSA Eagles       |

## Títulos por equipo
| Club              | Títulos | Años campeón              |
| ----------------- | ------- | ------------------------- |
| C&D Connection FC | 3       | 2005, 2005-06, 2018-19    |
| SCSA Eagles       | 3       | 2021-22, 2022-23, 2023-24 |
| Flames United SC  | 2       | 2015, 2020-21             |
| P.S.V.            | 1       | 1975-76                   |
| Victory Boys      | 1       | 2002                      |
| D&P Connection FC | 1       | 2006-07                   |
| Reggae Lions      | 1       | 2016-17                   |